# Jans
Jans település Franciaországban, Loire-Atlantique megyében. Lakosainak száma 1381 fő (2022. január 1.). Jans Derval, Lusanger, Marsac-sur-Don, Nozay, Saint-Vincent-des-Landes és Treffieux községekkel határos.

## Népesség
A település népességének változása:
| Lakosok száma | 1076 | 1023 | 1041 | 1021 | 1264 | 1314 | 1370 | 1391 | 1408 | 1381 |
|               | 1968 | 1982 | 1990 | 2006 | 2013 | 2015 | 2017 | 2019 | 2020 | 2022 |